# Johannes Mosala
Johannes Mosala (ur. 23 marca 1989) – południowoafrykański lekkoatleta specjalizujący się w biegach sprinterskich. 
Był członkiem sztafety RPA, która w 2008 roku zdobyła w Bydgoszczy brązowy medal mistrzostw świata juniorów w biegu rozstawnym 4 x 100 metrów.
Rekord życiowy w biegu na 100 metrów: 10,46 (28 marca 2008, Rustenburg). 

## Osiągnięcia
| Rok  | Impreza                     | Miejsce   | Konkurencja        | Lokata     | Wynik |
| ---- | --------------------------- | --------- | ------------------ | ---------- | ----- |
| 2008 | Mistrzostwa świata juniorów | Bydgoszcz | sztafeta 4 x 100 m | 3. miejsce | 39,70 |